# Oreolalax lichuanensis
Oreolalax lichuanensis är en groddjursart som beskrevs av Hu, Fei in Liu, Hu och Fei 1979. Oreolalax lichuanensis ingår i släktet Oreolalax och familjen Megophryidae. IUCN kategoriserar arten globalt som nära hotad. Inga underarter finns listade i Catalogue of Life.